# Simbra Peak
Der Simbra Peak ist ein 574 m hoher und markanter Berg auf Südgeorgien im Südatlantik. Auf der Lewin-Halbinsel ragt er nordöstlich des Diamond Peak zwischen dem Boat Harbour und dem Jason Peak auf.
Das UK Antarctic Place-Names Committee benannte ihn 2013. Namensgeber ist der Walfänger Simbra, bei dessen Untergang am 11. Januar 1947 in schwerem Wetter vor Südgeorgien 15 Besatzungsmitglieder ums Leben gekommen waren.